# Chansons de gueux
Les chansons de gueux (en néerlandais : Geuzenliederen) sont des chansons des partisans révolutionnaires des Pays-Bas, chantées et initialement publiées pendant la guerre de Quatre-Vingts Ans. 

## Les chansons de gueux de la guerre de Quatre-Vingts Ans

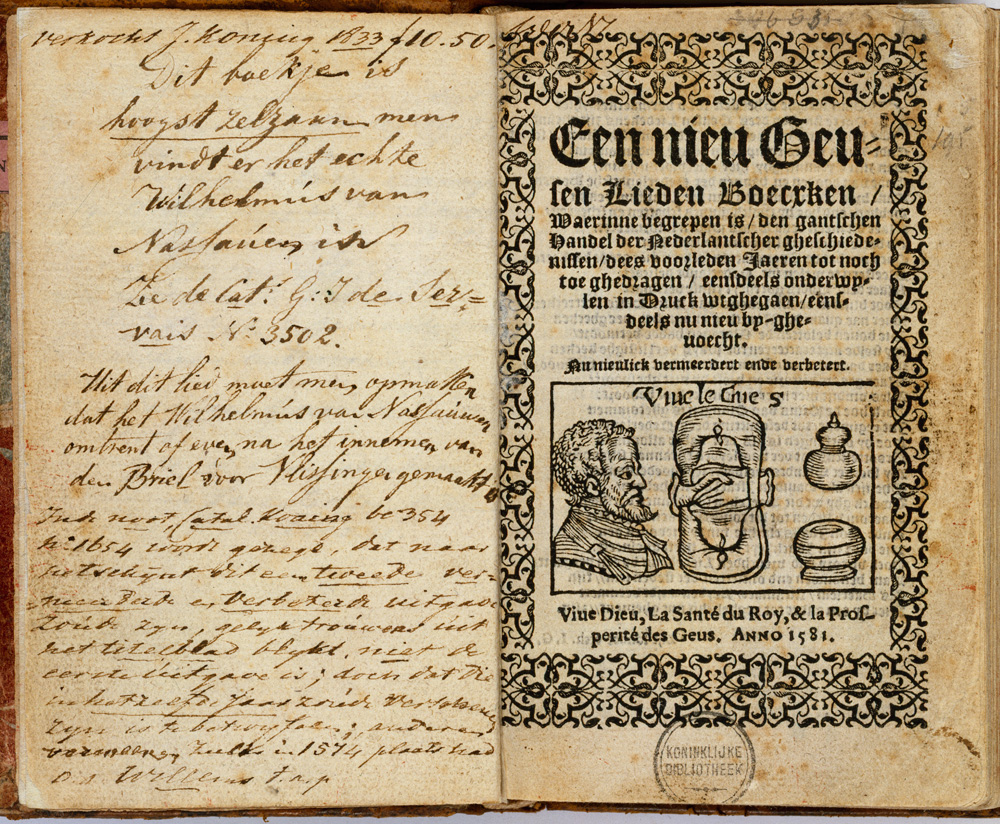
Page-titre du nouveau recueil de chansons de gueux (ex. de la Bibliothèque royale (Pays-Bas)), 1581

Au XVIe siècle, pendant la guerre de Quatre-Vingts Ans, les protestants des Pays-Bas, et avant tout les calvinistes, s'opposèrent à l'Espagne catholique de Philippe II, qui occupait les anciens Pays-Bas. Les nobles rebelles des Pays-Bas et leurs partisans prirent le sobriquet de gueux.  L'évolution de la guerre fut décrite dans des chansons populaires au contenu réconfortant ou plaintif, glorifiant les exploits des gueux « mendiants », et tantôt d'inspiration spirituelle, tantôt narguant ou ridiculisant l'adversaire. 
Ces chansons, qui furent toutes créées selon le principe du « contrafactum », sont inspirées par des mélodies anciennes et populaires, et furent d'abord imprimées secrètement sur des feuilles séparées, vendues bon marché et provenant surtout des villes du Nord, comme Amsterdam, La Haye, Utrecht et Haarlem.  La plupart de ces chansons furent réunies dans un recueil, intitulé Een (nieu) Geusen Lieden Boecsken (Un [nouveau] recueil de chansons de gueux).  La plus ancienne édition que l'on en connaisse date sans doute vers 1577-1578.  Il y a une césure dans la transmission à partir de 1687.  
Certains poètes des chansons de gueux sont connus par leur nom.  Il s'agit d'Arent Dircksz. Vos, prêtre à Lierre ; Joris Sylvanis, prêcheur à la ville d’Anvers ; Jan Cooman de Delft ; Pieter Sterlinckx d’Heenvliet ; Willem van Haecht et Laurens Jacobsz.  
De nos jours, la chanson de gueux la plus célèbre est l'hymne national des Pays-Bas, le Wilhelmus.

## Les chansons de gueux de la Seconde Guerre mondiale
Beaucoup de chansons trouvant leur origine dans la Seconde Guerre mondiale furent conçues dans des circonstances plus ou moins semblables.  Des mélodies existantes, souvent empruntées aux psaumes ou à d'autres chansons ecclésiastiques, sont dotées de paroles moqueuses à l'égard des occupants allemands, ou racontent l'histoire des martyrs de la Résistance néerlandaise pendant l'occupation.  Le fait que le plus ancien recueil de chansons de gueux de la guerre de Quatre-Vingts Ans que l'on connût à cette époque (c'est-à-dire l'édition de 1581) fut réimprimé illégalement en 1944 prouve suffisamment qu'il s'agit ici de la prolongation d'une vieille tradition. 

## Ressources

### Publications
- Een nieu Geusen Lieden Boecxken – 1577/1578, 1581...
- Het Geuzenliedboek, publié par H.J. van Lummel, 1872-1874, et réédité en 1924-1925 de la succession de E.T. Kuiper par P. Leendertz Jr.,.
- Plusieurs chansons sont incluses dans Van Vlotens Geschiedzangen, 1852-1864.
- Un nouveau Geuzenliedboek, gedichten uit de Oorlogsdagen (Chansonnier des gueux, poèmes des jours de guerre) fut publiée en 1941, et la troisième édition suivit en 1944 par les bons soins de Van Randwijk, Muus Jacobse et Jan H. de Groot.
- En 1947 : Oude en Nieuwe Geuzenliederen, d'Yge Foppema.
- Une étude sur la nouvelle chanson de gueux, Het Nieuwe Geuzenlied, dans : Steekproeven de Stuiveling, 1950.

### Sources
- (nl) Chansons de gueux
- (nl) Bibliothèque numérique des lettres néerlandaises
- (nl) Chansonnier des gueux